# Liste des collèges de la Haute-Saône
Cet article recense les collèges de la Haute-Saône.

## Collèges publics
- Collège Victor Schœlcher - Champagney[1]
- Collège Leroi-Gourhan - Champlitte
- Collège Gaston Ramon - Dampierre-sur-Salon
- Collège Duplessis-Deville - Faucogney-et-la-Mer
- Collège Louis Pergaud - Faverney
- Collège des Combelles - Fougerolles
- Collège Romé de l'Isle - Gray
- Collège Robert et Sonia Delaunay - Gray
- Collège Raymond Gueux - Gy
- Collège Pierre & Marie Curie -  Héricourt
- Collège Louis Pasteur - Jussey
- Collège Mortard - Lure
- Collège Claude Mathy - Luxeuil-les-Bains
- Collège Jean Rostand - Luxeuil-les-Bains
- Collège Albert Mathiez - Marnay
- Collège des Mille Étangs - Melisey
- Collège René Cassin - Noidans-lès-Vesoul
- Collège Jacques Prévost - Pesmes

- Collège Jules Jeanneney - Rioz

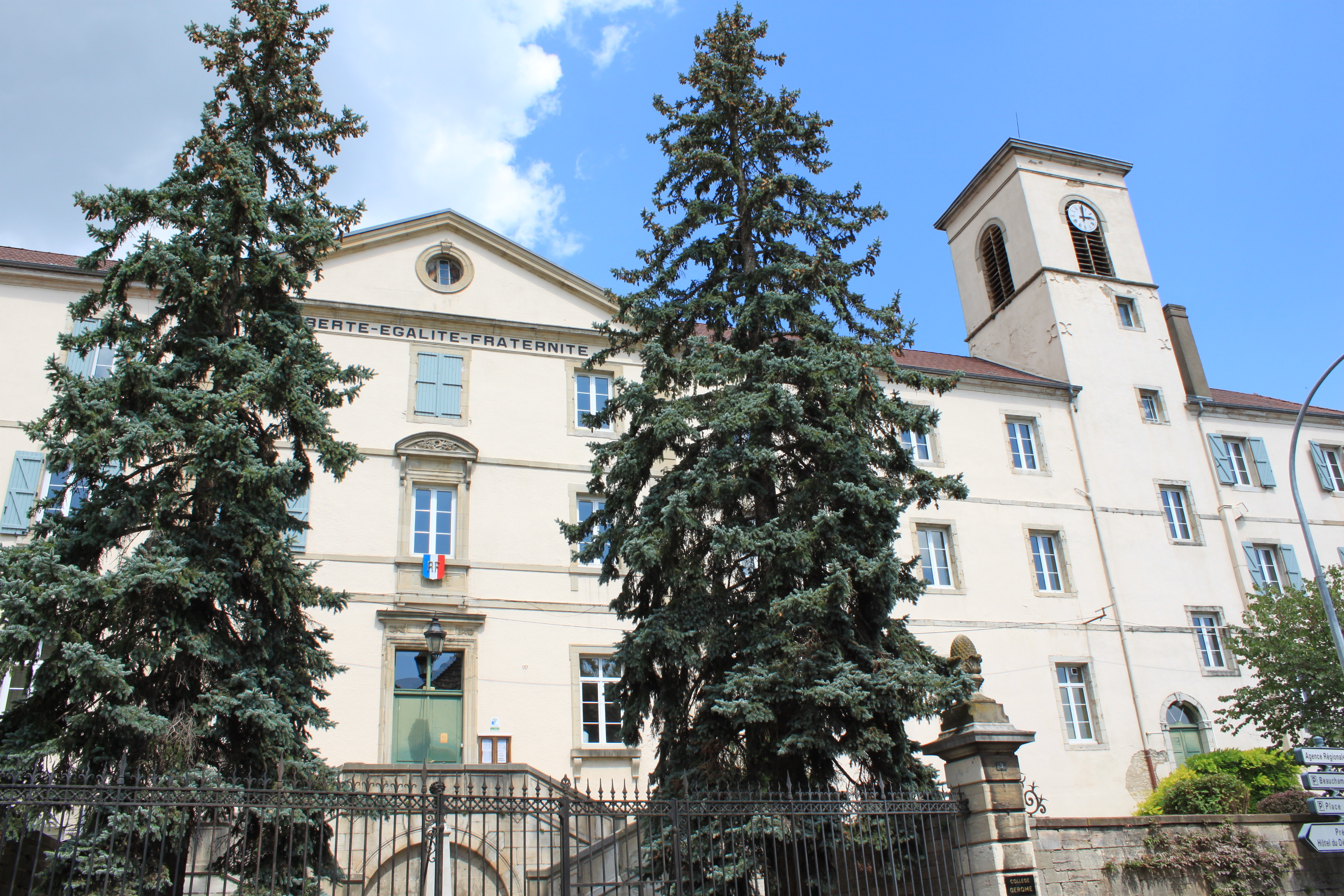
Collège Gérôme de Vesoul.

- Collège André Masson - Saint-Loup-sur-Semouse
- Collège Château Rance - Scey-sur-Saône-et-Saint-Albin
- Collège Charles Péguy - Vauvillers
- Collège Jean Macé - Vesoul
- Collège Jacques Brel - Vesoul
- Collège Gérôme - Vesoul
- Collège Louis Pergaud - Villersexel

## Collèges privés
- Collège Saint-Joseph - Fougerolles[2]
- Collège St Pierre Fourier Ste J. d'Arc - Gray
- Collège Menans - Gy
- Collège Saint-Joseph - Héricourt
- Collège Sainte-Anne Saint-Joseph - Lure
- Collège Saint-Colomban 14 - Luxeuil-les-Bains
- Collège de Marteroy - Vesoul